# Relations entre l'OTAN et l'Ukraine
| Pays membres de l'OTAN Pays dont le protocole d’accession est signé Pays en cours d'adhésion Pays invités à rejoindre l'OTAN | Pays n'ayant pas l'intention de rejoindre l'OTAN Pays n'ayant pas exprimé leur intention |

Pays membres de l'OTAN
Pays dont le protocole d’accession est signé
Pays en cours d'adhésion
Pays invités à rejoindre l'OTAN
Pays n'ayant pas l'intention de rejoindre l'OTAN
Pays n'ayant pas exprimé leur intention

Les relations entre l'Ukraine et l'Organisation du traité de l'Atlantique nord (OTAN) commencent en 1994. L'Ukraine souhaite obtenir un plan d'action pour l'adhésion à l'OTAN (MAP) en 2008,. Les projets d'adhésion à l'OTAN ont été abandonnés par l'Ukraine à la suite de l'élection présidentielle de 2010 au cours de laquelle Viktor Ianoukovitch, qui préfère garder le pays « neutre », est élu président,. Au cours des manifestations de l'Euromaïdan, Ianoukovitch fuit l'Ukraine en février 2014. Le gouvernement d'intérim Iatseniouk qui arrive au pouvoir déclare d'abord, en référence au statut de non-aligné du pays, qu'il n'envisage pas d'adhérer à l'OTAN. Cependant, à la suite de l'invasion militaire russe en Ukraine en 2014 initiant la guerre du Donbass et des élections législatives d'octobre 2014, le nouveau gouvernement fait de l'adhésion à l'OTAN sa priorité. Le 21 février 2019, la Constitution de l'Ukraine est modifiée, les normes sur le cap stratégique de l'Ukraine pour l'adhésion à l'Union européenne et à l'OTAN sont inscrites dans le préambule de la Loi fondamentale, trois articles et des dispositions transitoires.
Lors du sommet de Bruxelles de juin 2021, les dirigeants de l'OTAN réitèrent la décision prise lors du sommet de Bucarest de 2008 selon laquelle l'Ukraine deviendrait membre de l'Alliance avec le plan d'action pour l'adhésion (MAP) en tant que partie intégrante du processus et le droit de l'Ukraine de déterminer son propre avenir, sa politique étrangère, sans ingérence extérieure. Le secrétaire général de l'OTAN, Jens Stoltenberg, a également souligné que la Russie « ne pourra pas opposer son veto à l'adhésion de l'Ukraine à l'OTAN. Nous ne reviendrons pas à l'ère des sphères d'intérêt, lorsque les grands pays décident ce que les plus petits doivent faire ».

## Historique des relations

### Présidence de Leonid Kravtchouk (1991–1994)
Les relations entre l'Ukraine et l'OTAN sont officiellement établies en 1992, lorsque l'Ukraine rejoint le Conseil de coopération nord-atlantique après avoir retrouvé son indépendance, qui sera rebaptisé plus tard le Conseil de partenariat euro-atlantique. Les 22 et 23 février 1992, le secrétaire général de l'OTAN, M. Werner, effectue une visite officielle à Kiev, et le 8 juillet 1992, le président Kravtchouk visite le siège de l'OTAN à Bruxelles,,. Un événement important dans le développement des relations entre l'Ukraine et l'OTAN est l'ouverture en septembre 1992 de l'ambassade d'Ukraine à Bruxelles, qui constitue un lien dans les contacts entre l'Ukraine et l'OTAN[réf. nécessaire].
Quelques années plus tard, en février 1994, l'Ukraine est le premier pays post-soviétique à conclure un accord-cadre avec l'OTAN dans le cadre du Partenariat pour la paix, soutenant l'initiative des pays d'Europe centrale et orientale d'adhérer à l'OTAN,,.

### Présidence de Leonid Koutchma (1994–2005)

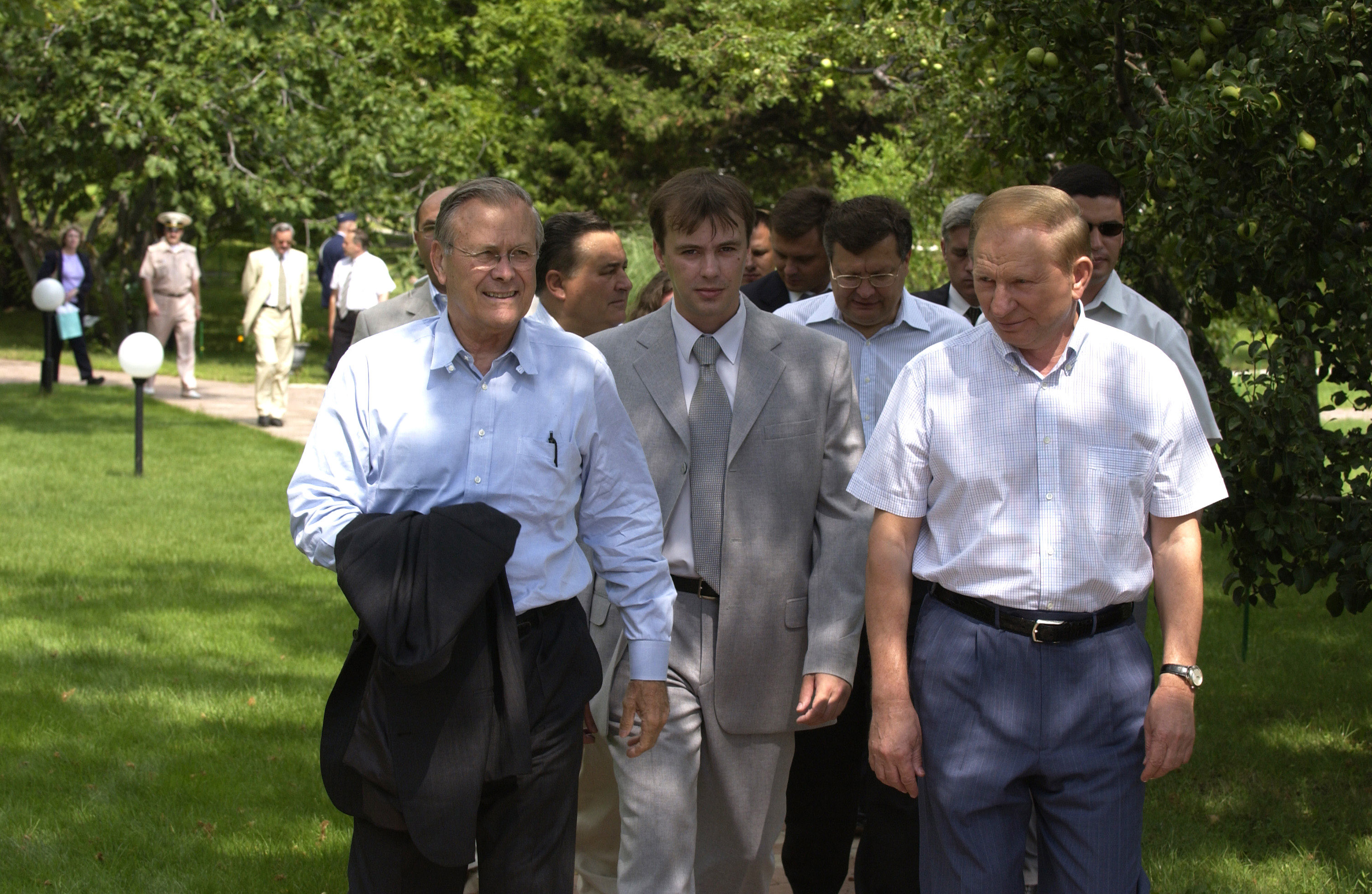
Le secrétaire américain à la Défense Donald Rumsfeld et le président ukrainien Leonid Koutchma. Partenit, république autonome de Crimée, le 13 août 2004.

Au cours de l'été 1995, l'OTAN se mobilise pour aider à atténuer les conséquences de la catastrophe de l'eau potable de Kharkiv. Il s'agit de la première coopération entre l'OTAN et l'Ukraine. Le 7 mai 1997, le tout premier centre officiel d'information et de documentation de l'OTAN ouvre ses portes à Kyïv, dans le but de favoriser la transparence au sujet de l'alliance. Un sondage d'opinion ukrainien du 6 mai indique 37% en faveur de l'adhésion à l'OTAN avec 28% d'opposition et 34% d'indécis. Le 9 juillet 1997, une Commission OTAN-Ukraine est créée. En 2002, les relations avec le gouvernement des États-Unis et d'autres pays de l'OTAN détériorées après l'un des enregistrements effectués au cours du Scandale des cassettes a révélé un transfert présumé d'un système sophistiqué de défense ukrainien à Saddam Hussein de l'Irak. Lors du sommet sur l'élargissement de l'OTAN en novembre 2002, la commission OTAN-Ukraine a adopté un plan d'action Ukraine-OTAN. La déclaration du président Koutchma selon laquelle l'Ukraine voulait rejoindre l'OTAN (également en 2002) et l'envoi de troupes ukrainiennes en Irak en 2003 ne pouvaient pas réparer les relations entre Koutchma et l'OTAN.
Le 6 avril 2004, la Verkhovna Rada a adopté une loi sur le libre accès des forces de l'OTAN au territoire de l'Ukraine[réf. nécessaire].

### Présidence de Viktor Iouchtchenko (2005-2010)

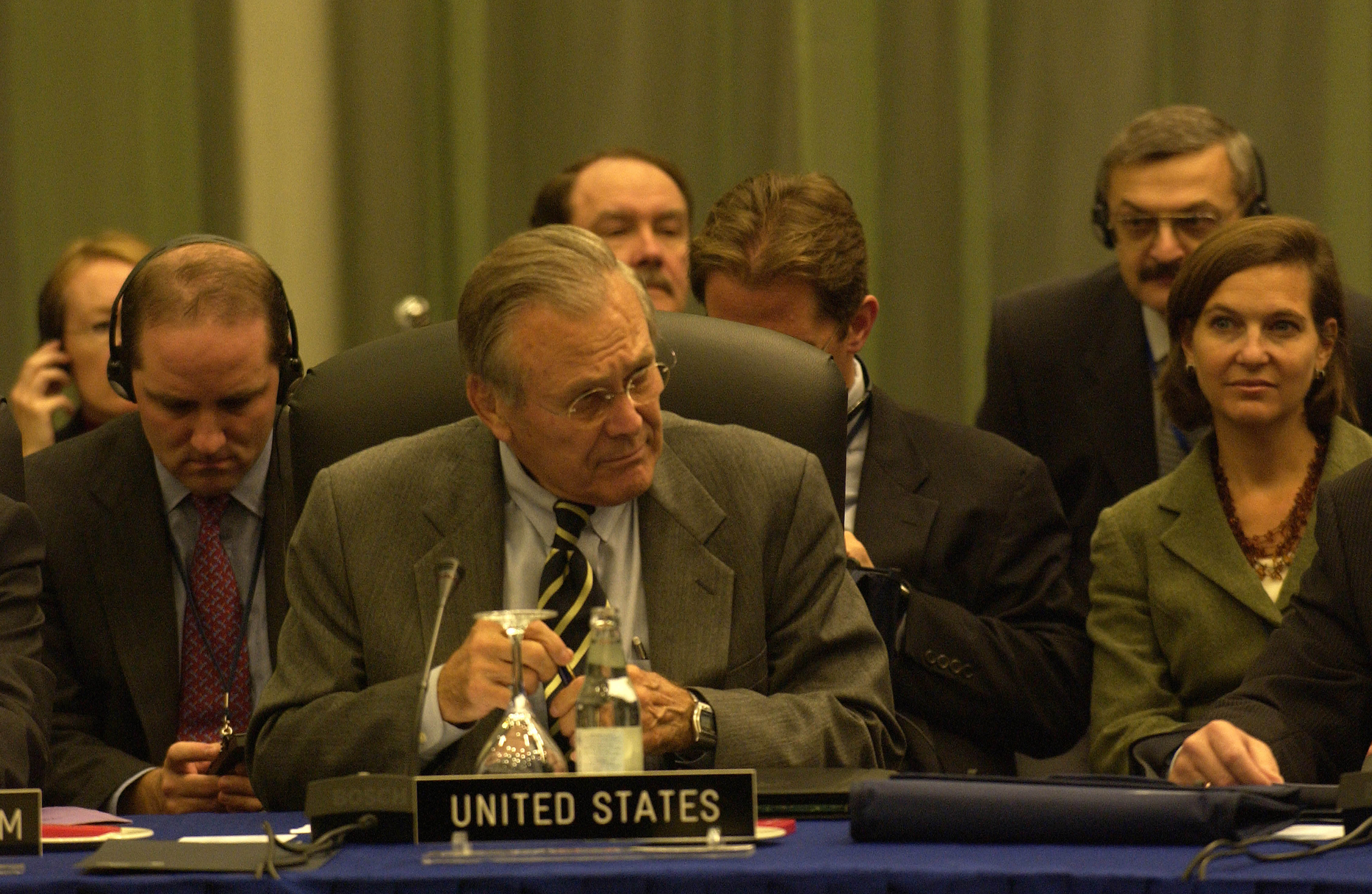
Le secrétaire à la Défense Donald Rumsfeld et Victoria Nuland lors des consultations OTAN-Ukraine à Vilnius, Lituanie, le 24 octobre 2005.

Après la révolution orange de 2004, Koutchma termine son mandat le 23 janvier 2005, remplacé par le président Viktor Iouchtchenko qui est un fervent partisan de l'adhésion de l'Ukraine à l'OTAN. En janvier 2008, la proposition du deuxième cabinet Ioulia Tymochenko visant à ce que l'Ukraine rejoigne le plan d'action pour l'adhésion à l'OTAN se heurte à une opposition. Une pétition de plus de 2 millions de signatures appelle à la tenue d'un référendum sur la proposition d'adhésion de l'Ukraine à l'OTAN. L'opposition appelle à la tenue d'un référendum national sur toute mesure visant à s'impliquer davantage dans l'OTAN. En février 2008, 57,8 % des Ukrainiens soutenaient l'idée d'un référendum national sur l'adhésion à l'OTAN, contre 38,6 % en février 2007.
Le 21 avril 2005, à Vilnius, dans le cadre d'une réunion informelle des ministres des Affaires étrangères des pays de l'OTAN, se tient une réunion de la Commission Ukraine-OTAN, qui ouvre une nouvelle étape dans les relations de l'Ukraine avec l'alliance - « un dialogue intensif », qui doit être la première étape vers l'entrée de l'Ukraine dans l'OTAN.
Lors de la première visite officielle du président Viktor Iouchtchenko aux États-Unis, le président George W. Bush déclare : « Je suis partisan de l'idée d'une adhésion de l'Ukraine à l'OTAN ». Dans une déclaration officielle conjointe des présidents de l'Ukraine et des États-Unis, il est annoncé que Washington soutient la proposition d'entamer un dialogue intensif ayant pour objectif l'obtention de l'Ukraine du plan d'action pour l'adhésion à l'OTAN.
En avril 2005, Viktor Iouchtchenko appelle à « réformer en profondeur la sphère de défense de l'État conformément aux normes européennes » et fait de l'adhésion à l'OTAN et l'Union européenne « l'une des priorités les plus importantes de la politique intérieure et étrangère ».
Actuellement, les forces armées ukrainiennes participent à la formation des forces gouvernementales irakiennes dans le cadre de la mission OTAN (NMI) en Irak depuis 2006,.

### Présidence de Viktor Ianoukovitch (2010-2014)
Candidat à l'élection présidentielle de 2010 et chef du Parti des régions, le futur président pro-russe de l'Ukraine Viktor Ianoukovitch déclare lors de la campagne électorale présidentielle de 2010 que le niveau actuel de coopération de l'Ukraine avec l'OTAN est suffisant et que la question de l'adhésion du pays à l'alliance n'est donc pas urgente,.

### Présidence de Petro Porochenko (2014-2019)
Ianoukovitch fuit l'Ukraine au milieu du soulèvement d'Euromaïdan en février 2014. À la suite de cette révolution, le gouvernement intérimaire du Premier ministre ukrainien Arseni Iatseniouk arrive au pouvoir en Ukraine,. Le gouvernement Iatseniouk déclare dans un premier temps qu'il n'a pas l'intention de faire de l'Ukraine un membre de l'OTAN.

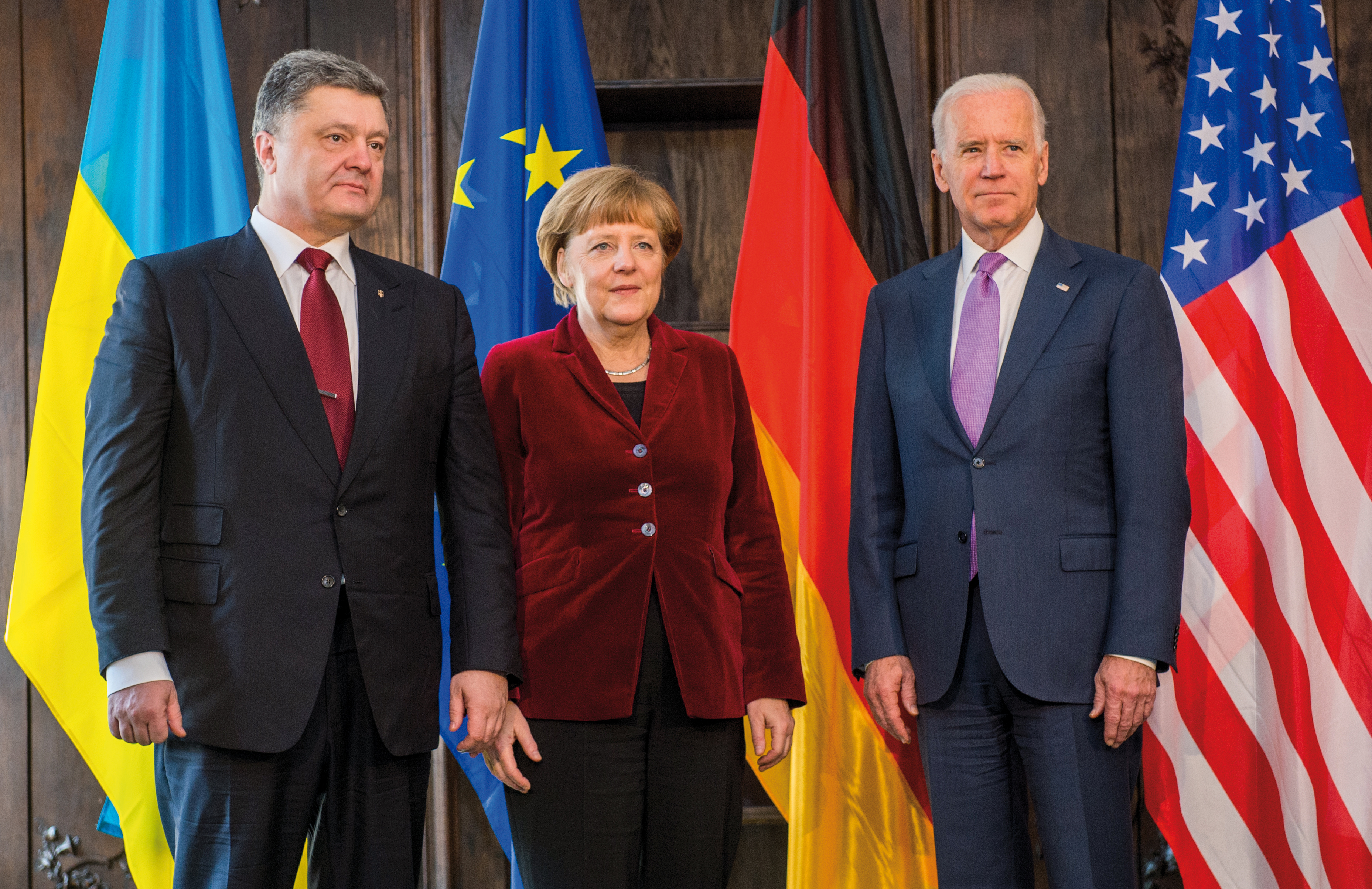
Petro Porochenko avec la chancelière allemande Angela Merkel et le vice-président des États-Unis Joe Biden, février 2015.

Le 29 août 2014, à la suite d'informations selon lesquelles l'armée russe opère en Ukraine, Iatseniouk annonce qu'il demandera au parlement ukrainien de mettre l'Ukraine sur la voie de l'adhésion à l'OTAN. Le gouvernement a également signalé qu'il espérait obtenir un statut d'allié majeur non membre de l'OTAN avec les États-Unis, la plus grande puissance militaire et premier contributeur de l'OTAN. Dans le cadre de ces efforts, et pour exclure une future adhésion de l'Ukraine à l'Union économique eurasienne et à d'autres entités supranationales dirigées par la Russie, Iatseniouk soumet également un projet de loi visant à abroger le statut hors bloc de l'Ukraine précédemment institué par Ianoukovitch. À la suite des élections législatives d'octobre 2014, le nouveau gouvernement fait de l'adhésion à l'OTAN une priorité.

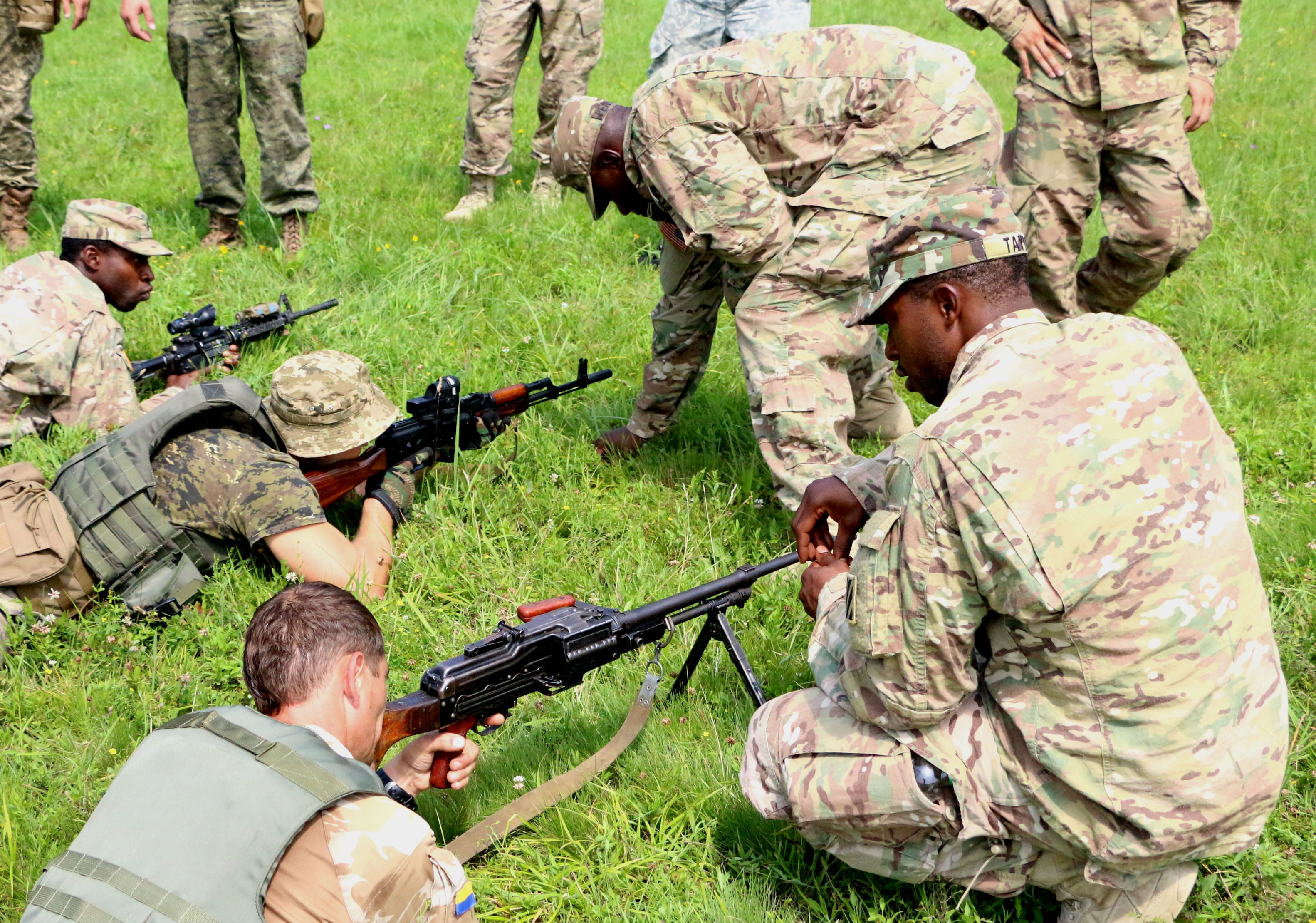
Des soldats du 6e Escadron de l'armée américaine du, 8e Régiment de cavalerie, de l'équipe de combat de la 2e Brigade d'infanterie, de la 3e Division d'infanterie. forment des soldats ukrainiens au tir lors d'un exercice de 2016.

Le 23 décembre 2014, le parlement ukrainien renonce au statut de neutralité de l'Ukraine, une mesure sévèrement condamnée par la Russie,. La nouvelle loi dispose que l'ancien statut non aligné de l'Ukraine « s'est avéré inefficace pour garantir la sécurité de l'Ukraine et protéger le pays des agressions et des pressions extérieures » et vise également à approfondir la coopération ukrainienne avec l'OTAN « afin d'atteindre les critères requis pour l'adhésion à l'alliance ». Le 29 décembre 2014, le président ukrainien Petro Porochenko (élu président le 25 mai 2014) s'engage à organiser un référendum sur l'adhésion à l'OTAN.

Un certain nombre d'exercices militaires entre les membres de l'OTAN et l'Ukraine se sont déroulés en 2015 : parmi eux l'opération Fearless Guardian (total de 2 200 participants, dont 1 000 militaires américains). Le personnel et l'équipement de la 173e brigade aéroportée arrivent à Yavoriv, dans l'oblast de Lviv, le 10 avril 2015. Fearless Guardian a pour but de former la garde nationale ukrainienne nouvellement créée dans le cadre du Fonds mondial de sécurité d'urgence approuvé par le Congrès. Dans le cadre du programme, les États-Unis forment trois bataillons de troupes ukrainiennes sur une période de six mois en avril 2015. D'autres exercices sont effectués : Sea Breeze 2015 (total 2 500 personnes dont 1 000 militaires américains et 500 militaires de l'OTAN ou pays du « Partenariat pour la paix »), « Saber Guardian/Rapid Trident – 2015 » (2 100 membres au total, dont 500 militaires américains et 600 membres du personnel de l'OTAN/PfP), ainsi que l'exercice aérien ukraino-polonais « Safe Skies – 2015 » (350 participants au total, dont 100 militaires polonais) et la police militaire « Law and Order - 2015 » (100 participants au total, dont 50 militaires polonais)[réf. nécessaire].

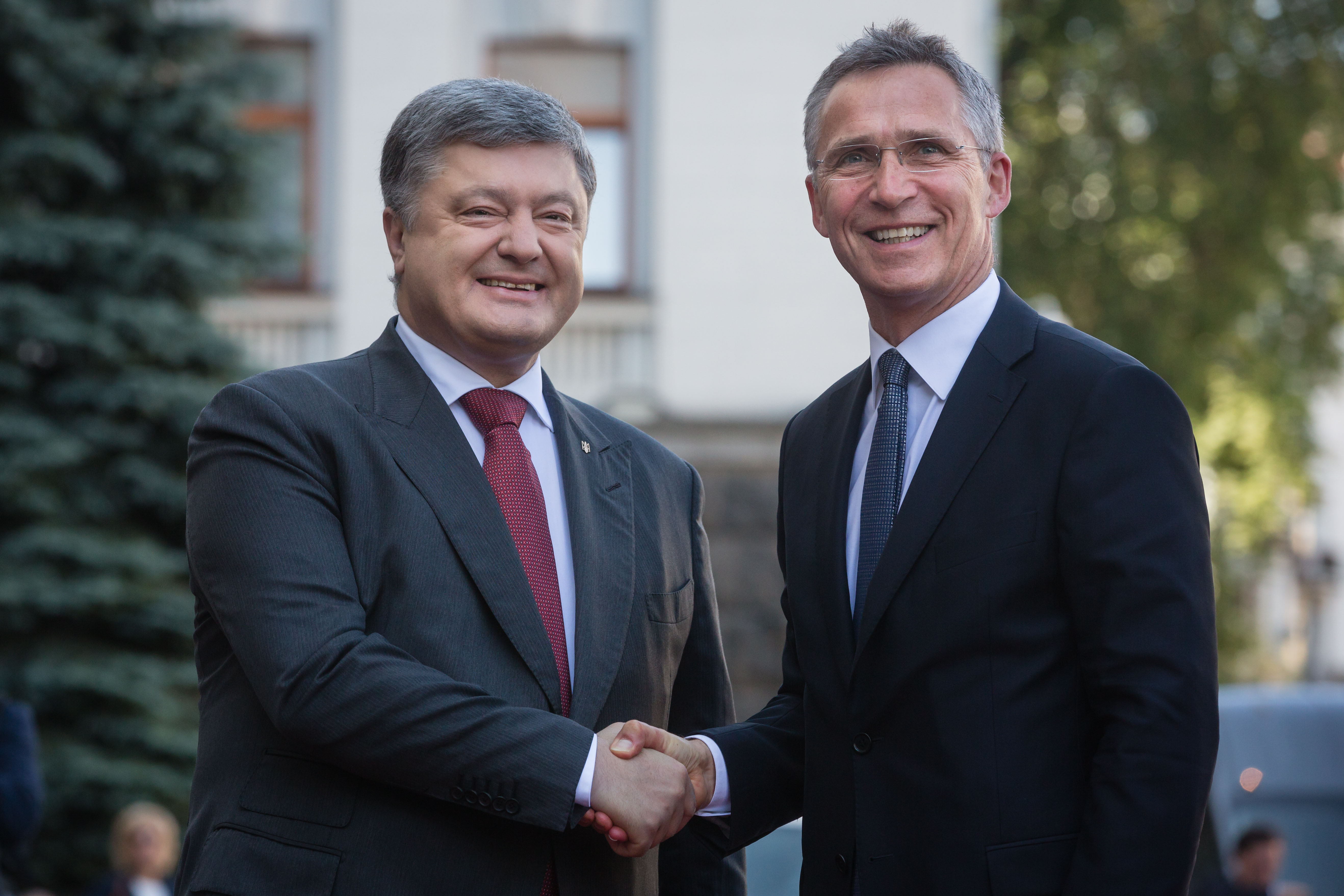
Le secrétaire général de l'OTAN Jens Stoltenberg et Petro Porochenko, le 10 juillet 2017.

En mars 2016, le président de la Commission européenne, Jean-Claude Juncker déclare qu'il faudrait au moins 20 à 25 ans pour que l'Ukraine rejoigne l'UE et l'OTAN. Le 8 juin 2017, la Verkhovna Rada ukrainienne adopte une loi faisant de l'intégration à l'OTAN une priorité de sa politique étrangère. En juillet 2017, Porochenko annonce qu'il demandera l'ouverture de négociations sur un plan d'action pour l'adhésion avec l'OTAN. Au cours du même mois, le président Porochenko a commencé à proposer un «système de patronage», liant les régions individuelles aux États européens.
Le 7 février 2019, le parlement ukrainien vote à une majorité de 334 sur 385 la modification de la constitution ukrainienne afin d'aider l'Ukraine à rejoindre l'OTAN et l'Union européenne. Après le vote, le président ukrainien Porochenko déclare : « C'est le jour où le mouvement de l'Ukraine vers l'Union européenne et l'Alliance de l'Atlantique Nord sera consolidé dans la Constitution en tant que repère politique étranger ».

### Présidence de Volodymyr Zelensky (à partir de 2019)

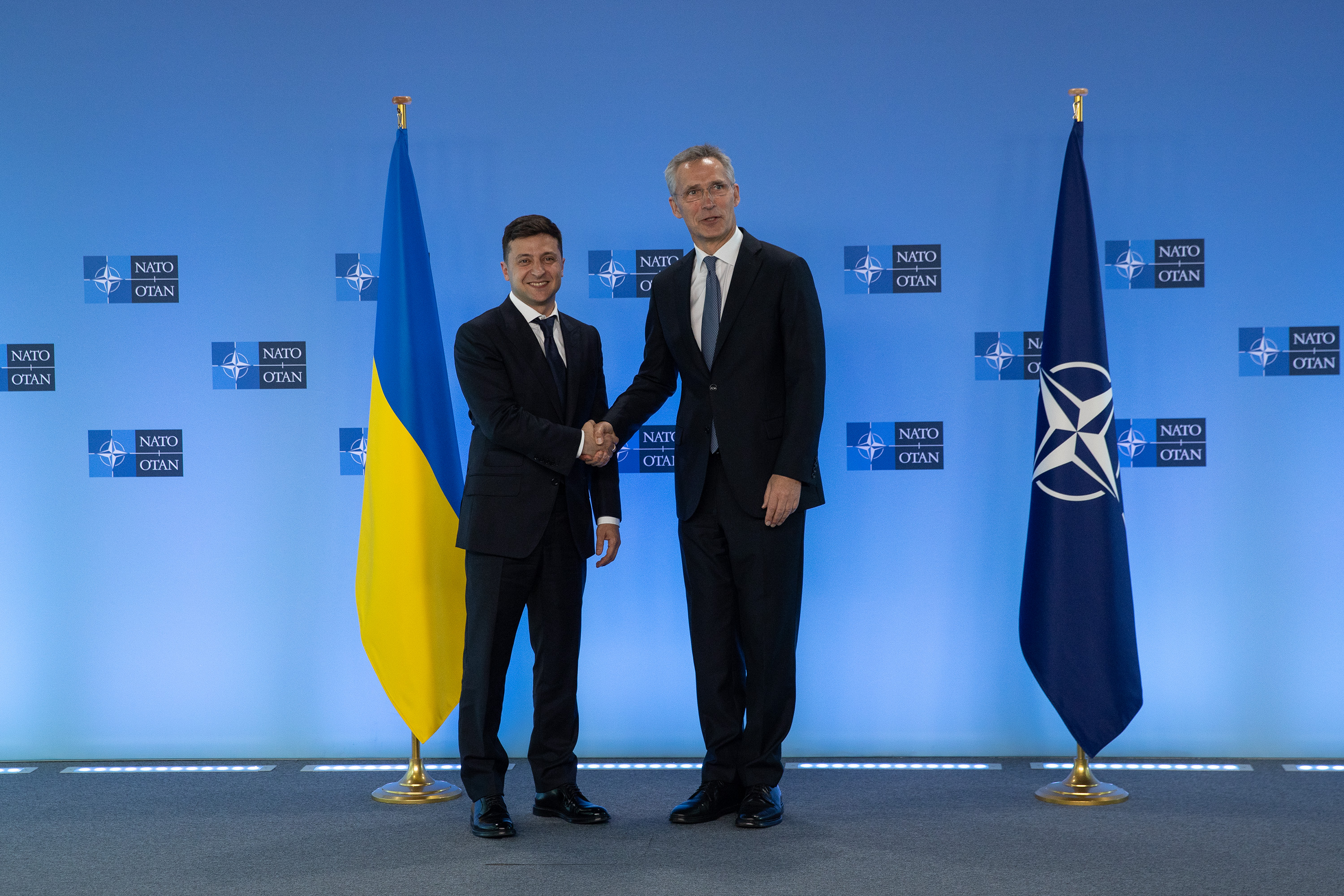
Le président ukrainien Volodymyr Zelensky avec le secrétaire général de l'OTAN Stoltenberg en juin 2019.

Le 12 juin 2020, l'Ukraine rejoint le programme d'interopérabilité renforcée des partenaires de l'OTAN. Selon un officiel, le nouveau statut « ne préjuge pas des décisions sur l'adhésion à l'OTAN ».
Le 8 octobre 2020, lors d'une réunion avec le Premier ministre Boris Johnson à Londres, le président Volodymyr Zelensky déclare que l'Ukraine a besoin d'un plan d'action pour l'adhésion à l'OTAN, car l'adhésion à l'OTAN contribuera à la sécurité et à la défense de l'Ukraine.
Le 7 avril 2021, après le début du renforcement des troupes russes près de la frontière ukrainienne, le ministre lituanien des Affaires étrangères Gabrielius Landsbergis déclare lors d'une conférence de presse avec son homologue espagnol Arancha González Laya que la Lituanie a l'intention de proposer à ses alliés de l'OTAN de fournir à l'Ukraine un plan d'action pour l'adhésion (MAP).
Le 14 juin 2021, lors d'un sommet à Bruxelles, l'OTAN réaffirme son engagement pris lors du sommet de Bucarest en 2008 d'accorder un MAP à l'Ukraine.

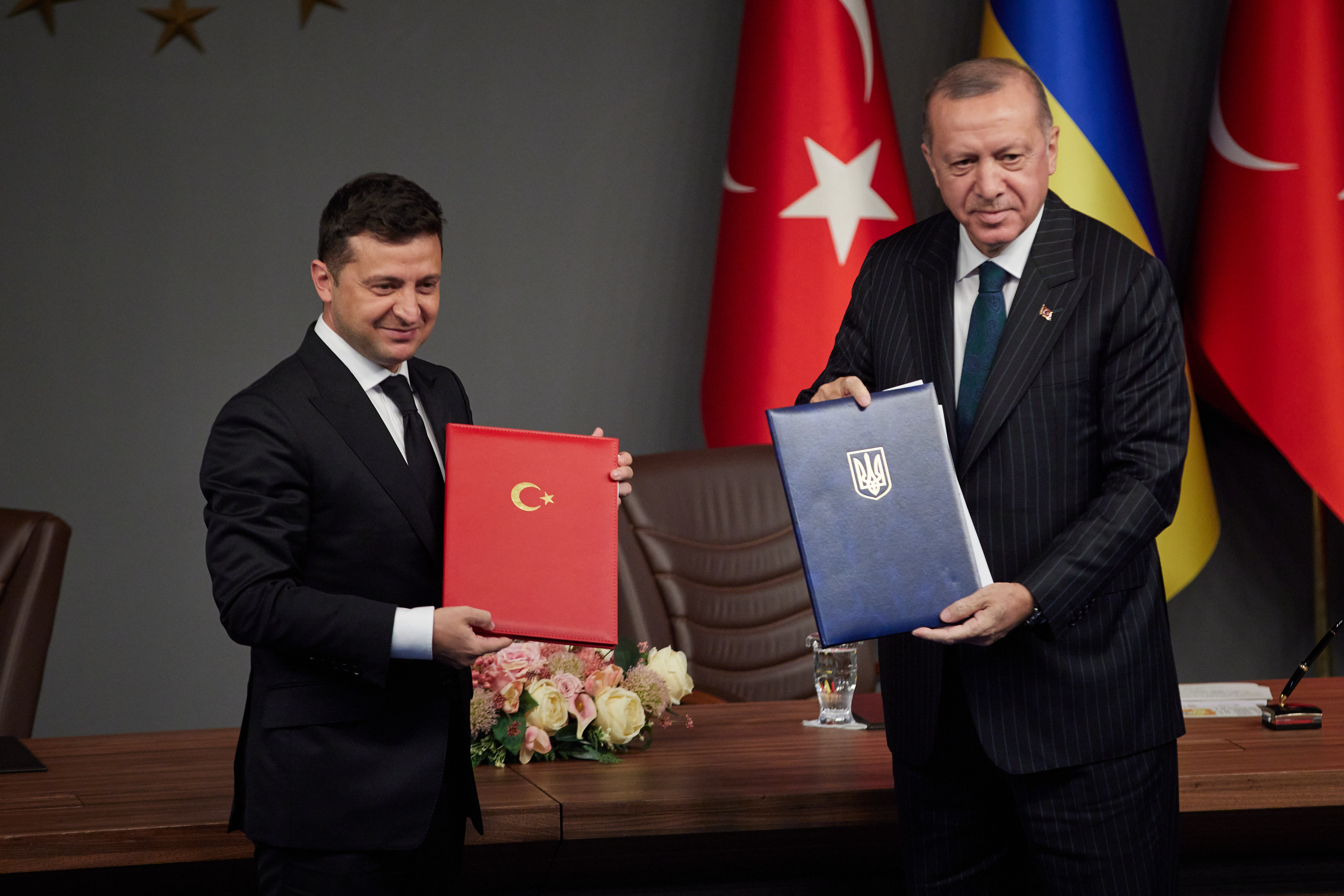
Zelensky et le président turc Recep Tayyip Erdoğan en 2016 en Turquie.

Le 28 juin 2021, l'Ukraine et les forces de l'OTAN lancent des exercices navals conjoints en mer Noire sous le nom de code Sea Breeze 2021. La Russie condamne les exercices, le ministère russe de la Défense déclarant qu'il les surveillera de près.

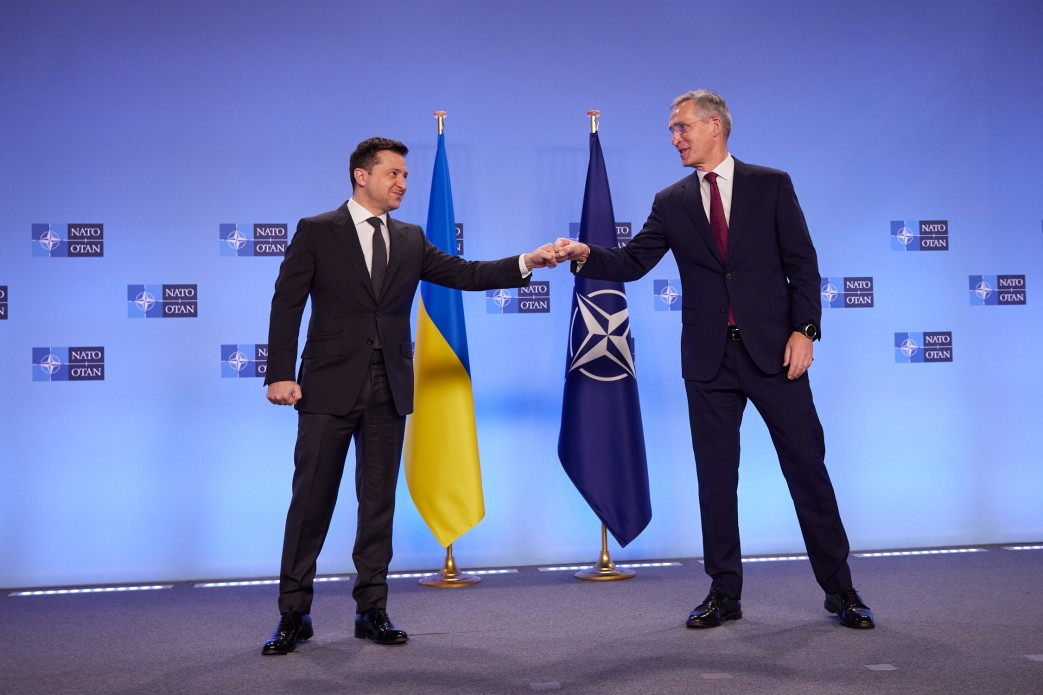
Le président ukrainien Volodymyr Zelensky et le secrétaire général de l'OTAN Jens Stoltenberg à Bruxelles, le 16 décembre 2021.

Le 30 novembre 2021, le Kremlin déclare officiellement que tout nouveau placement de forces ou de matériel de l'OTAN en Ukraine représente la ligne rouge pour la Russie. Le Kremlin souligne ses inquiétudes quant à l'arrivée potentielle de missiles hypersoniques à longue portée qui pourraient toucher Moscou en 5 minutes. « J'espère que nous n'en arriverons pas là » déclare Vladimir Poutine, et que le bon sens et la responsabilité envers son propre pays et la communauté mondiale finiront par l'emporter.
Le 16 mars 2022 : « Il est évident que l'Ukraine n'est pas membre de l'OTAN. Nous le comprenons. Nous avons entendu pendant des années que les portes étaient ouvertes, mais nous avons aussi entendu que nous ne pourrions pas adhérer. C'est la vérité et il faut le reconnaître. Je suis content que notre peuple commence à le comprendre, à ne compter que sur ses forces et sur nos partenaires qui nous aident » souligne Volodymyr Zelensky.
Le 17 juin 2022, l’exécutif communautaire recommande aux Vingt-Sept d’accorder à Kiev le statut de candidat à l’entrée dans l’espace européen. Une décision hautement symbolique qui ne changera rien dans l’immédiat pour ce pays en guerre. « Les Ukrainiens sont prêts à mourir pour défendre leurs aspirations européennes. Nous voulons qu’ils vivent avec nous le rêve européen. L’Ukraine a déjà adopté environ 70 % des règles, normes et standards européens, mais beaucoup reste à faire dans des domaines comme l’État de droit, les oligarques, la lutte contre la corruption et les droits fondamentaux », a déclaré Ursula von der Leyen, présidente de la Commission européenne.
Le 23 juin 2022, les députés européens demandent d'accorder sans délai le statut de candidat à l'UE à l'Ukraine et à la Moldavie.
Par 529 voix contre 45 et 14 abstentions, le Parlement adopte une résolution appelant les chefs d'État ou de gouvernement à accorder « sans délai » le statut de candidat à l'UE à l'Ukraine et à la république de Moldavie. Il leur demande de faire de même avec la Géorgie « une fois que son gouvernement aura livré » les priorités indiquées par la Commission européenne.
Les députés insistent sur le fait qu'il n'y a pas de « voie rapide » pour l'adhésion à l'UE et que l'adhésion reste un processus fondé sur le mérite et structuré, qui exige que les critères d'adhésion à l'UE soient remplis et dépend de la mise en œuvre effective des réformes.

## Opinion publique en Ukraine
Selon des sondages menés entre 2005 et 2013, le soutien public ukrainien à l'adhésion à l'OTAN est alors relativement faible,,. Cependant, depuis la guerre russo-ukrainienne et l'annexion de la Crimée, le soutien à l'adhésion de l'Ukraine à l'OTAN a considérablement augmenté. Depuis juin 2014, des sondages montrent qu'environ 50 % des personnes interrogées soutiennent l'adhésion de l'Ukraine à l'OTAN. Quelque 69 % des Ukrainiens souhaitent rejoindre l'OTAN, selon un sondage réalisé en juin 2017 par la Democratic Initiatives Foundation, contre 28 % de soutien en 2012 lorsque Ianoukovitch était au pouvoir.

## Opposition de la Russie à l'adhésion de l'Ukraine à l'OTAN
La Russie est fermement opposée à tout élargissement de l'OTAN vers l'Est,. Le 12 février 2008, le président russe Vladimir Poutine déclare que la Russie pourrait pointer ses missiles sur l'Ukraine si son voisin rejoignait l'OTAN et acceptait le déploiement d'un bouclier antimissile américain. L'ancien président ukrainien Viktor Iouchtchenko déclare plus d'une fois que son pays n'accepterait pas de bases militaires étrangères sur son territoire. En décembre 2009, l'OTAN ne prévoyait pas de déployer de bases militaires en Ukraine. Tout comme la Russie, la Chine s'oppose fermement à tout élargissement de l'OTAN vers l'Est.
Le Premier ministre Vladimir Poutine aurait déclaré lors d'un sommet OTAN-Russie en 2008 que si l'Ukraine rejoignait l'OTAN, son pays pourrait envisager l'annexion de l'Ukraine orientale et de la Crimée.
Lors d'une conférence de l'OTAN au parlement hongrois le 20 novembre 2008, la secrétaire générale adjointe déléguée Aurélia Bouchez a déclaré : « Nous ne devrions pas faire un choix entre l'élargissement de l'OTAN et la Russie car nous avons besoin des deux »  et le secrétaire général de l'OTAN, Jaap de Hoop Scheffer, a déclaré lors d'une conférence en Espagne douze jours plus tard : « L'émergence d'États indépendants dans l'ancien espace soviétique est une réalité. La capacité de ces États à déterminer leur propre avenir est un test décisif pour la nouvelle Europe. Devons-nous choisir entre de bonnes relations avec la Russie et un nouvel élargissement ? Ma réponse est non - nous ne choisirons pas, nous ne sacrifierons pas l'un pour l'autre. Cela ferait apparaître de nouvelles lignes de démarcation ».
Dans une interview avec la BBC le 18 novembre 2014, le porte-parole du président russe Vladimir Poutine, Dmitri Peskov, a demandé « une garantie à 100% que personne ne penserait à l'adhésion de l'Ukraine à l'OTAN » ; 2 jours plus tard, le secrétaire général de l'OTAN, Jens Stoltenberg, a rejeté cet appel en déclarant que ce serait « violer l'idée de respecter la souveraineté de l'Ukraine, qui est fondamentale ».
Les requêtes du président russe Vladimir Poutine
Le 30 novembre 2021, le président russe Poutine a déclaré qu'un élargissement de la présence de l'OTAN en Ukraine, en particulier le déploiement de missiles à longue portée capables de frapper les villes russes ou de systèmes de défense antimissile similaires à ceux de la Roumanie et de la Pologne, constituerait une « ligne rouge » pour la Russie. Poutine a demandé au président américain Joe Biden des garanties juridiques que l'OTAN ne s'étendrait pas à l'Est ou ne mettrait pas « des systèmes d'armes qui nous menacent à proximité du territoire russe ». Selon Poutine, « si des systèmes de frappe apparaissent sur le territoire de l'Ukraine, le temps de vol vers Moscou sera de sept à dix minutes, et de cinq minutes dans le cas du déploiement d'une arme hypersonique ». Le secrétaire général de l'OTAN, Jens Stoltenberg, a répondu que « seuls l'Ukraine et 30 alliés de l'OTAN décident quand l'Ukraine est prête à rejoindre l'OTAN. La Russie n'a pas de droit de veto, la Russie n'a pas son mot à dire, et la Russie n'a pas le droit d'établir une sphère d'influence pour essayer de contrôler ses voisins ». 
Le 1er décembre 2021, le président russe Vladimir Poutine a déclaré qu'il voulait des garanties de la part des occidentaux que l'Ukraine ne rejoindrait pas l'OTAN. Le 16 décembre, le secrétaire général de l'OTAN, Jens Stoltenberg, a déclaré que l'Alliance ne ferait aucune concession à la Russie sur la question de l'adhésion de l'Ukraine. Selon lui, l'Ukraine a le droit d'être protégée et c'est avec l'OTAN qu'elle déterminera la question de son adhésion à l'Alliance.
Le 17 décembre, le ministère russe des Affaires étrangères a dévoilé un projet d'accord entre la Russie et les États-Unis sur les « garanties de sécurité » et un projet d'accord sur les mesures visant à assurer la sécurité de la Russie et des États membres de l'OTAN. La Russie propose notamment que l'OTAN renonce à l'admission de la Géorgie et de l'Ukraine dans l'OTAN, ainsi qu'à « toute activité militaire sur le territoire de l'Ukraine ». La Russie exhorte également les États-Unis à ne pas établir de bases militaires dans l'ancienne Union soviétique et à ne pas accepter ces pays dans l'OTAN.

Le 9 janvier 2022, à la suite d'une visite en Ukraine et d'un voyage à la frontière orientale, le haut représentant de l'Union Européenne Josep Borrell a écrit dans son blog sur le site du Service européen d'action extérieure que certaines des dispositions des soi-disant « projets d'accords » sur les garanties de sécurité pour la Russie, représentés par le Kremlin en décembre 2021, contredisent les principes fondamentaux de l'Acte final d'Helsinki de 1975, de sorte que la volonté de l'OTAN et des pays occidentaux de discuter de ces idées ne signifie pas leur volonté de les accepter :
  Les dirigeants russes semblent avoir l'intention de remonter dans le temps, à l'époque des logiques de guerre froide. Ces délimitations des sphères d'influence n'ont pas leur place en 2022 : il ne peut pas y avoir de Yalta.

   - Josep Borrell
À cet égard, le 10 janvier 2022, les diplomates américains et russes ont eu des entretiens à Genève pour discuter des activités militaires des deux pays et des tensions croissantes autour de l'Ukraine. Le chef de la délégation russe lors d'une réunion à Genève entre les États-Unis et la Russie a déclaré que la Russie avait besoin de « garanties concrètes » que l'Ukraine et la Géorgie ne deviendraient jamais membres de l'OTAN, inscrites dans la décision du sommet de Madrid de 2022. Auparavant, le vice-ministre russe des Affaires étrangères, Sergueï Ryabkov, a également déclaré que « les risques de confrontation militaire ne doivent pas être sous-estimés » et que la partie américaine, en refusant de ne pas élargir l'OTAN, sous-estime la gravité de la situation.

À son tour, le secrétaire général de l'OTAN, Jens Stoltenberg, a déclaré que l'OTAN ne fera aucun compromis avec la Russie sur l'adhésion de l'Ukraine et que l'adhésion de l'Ukraine à l'OTAN sera décidée par l'Ukraine et ses alliés. Il a assuré que l'Alliance allait aider l'Ukraine à remplir les critères nécessaires à l'adhésion à l'organisation.
   L'Alliance continue d'apporter à l'Ukraine un soutien politique à son intégrité territoriale et à sa souveraineté, ainsi qu'une assistance pratique. C'est aussi un signal clair que l'Ukraine a le droit de se défendre.

   - Jens Stoltenberg
Le 12 janvier 2022, une réunion du Conseil Russie-OTAN s'est tenue à Bruxelles, au cours de laquelle des représentants de la Russie et de 30 États membres de l'Alliance ont discuté des exigences de la partie russe envers l'OTAN. Jens Stoltenberg a de nouveau déclaré que la décision sur la volonté de l'Ukraine d'adhérer à l'OTAN ne pouvait être prise que par l'Ukraine et 30 alliés de l'Alliance, et que l'OTAN allait « sérieusement réfléchir » à l'augmentation de sa présence en Europe de l'Est en cas de « nouvelle agression russe ». L'OTAN est également prête à rouvrir son bureau de représentation à Moscou, a ajouté le secrétaire général. Wendy Sherman a fait remarquer que l'OTAN n'abandonnera pas la politique des « portes ouvertes », les exigences de la Russie étant inacceptables. Les alliés de l'OTAN n'accepteront pas l'impossibilité d'un nouvel élargissement de l'Alliance et le retour à la configuration de la fin du XXe siècle, sur laquelle la partie russe a insisté pendant les négociations, affirme la secrétaire d'État adjointe américaine.

Au cours de la première réunion de l'OSCE, le 13 janvier 2022, le représentant permanent de la Russie auprès de l'OSCE, Alexander Lukashevich, a déclaré que la fédération de Russie serait contrainte de prendre des mesures pour « éliminer les menaces inacceptables pour sa sécurité nationale » en l'absence de réponse constructive à ses propositions :
   Si nous ne recevons pas de réponse constructive aux propositions faites dans un délai raisonnable, et que la ligne de conduite agressive à l'égard de la Russie se poursuit, nous serons contraints d'en tirer les conséquences et de prendre toutes les mesures nécessaires pour assurer l'équilibre stratégique et éliminer les menaces inacceptables pour notre sécurité nationale.

   - Alexander Lukashevich
Le ministre des Affaires étrangères, Sergueï Lavrov, a déclaré lors de sa conférence de presse annuelle sur la politique étrangère que Moscou « a perdu patience » en attendant la réponse de l'Occident aux demandes de « garanties de sécurité » formulées par le Kremlin, et que la Russie attend donc une réponse écrite dans la semaine. M. Lavrov a déclaré que le Kremlin n'attendrait pas « indéfiniment » une réponse occidentale aux exigences de Moscou, qui souhaite que l'OTAN ne s'étende pas à l'est et ne déploie pas de troupes en Ukraine et dans d'autres pays de l'ancienne Union soviétique. Les commentaires de Lavrov sont intervenus un jour après que la Maison Blanche a déclaré que la menace d'une invasion russe en Ukraine restait élevée, avec environ 100 000 soldats russes déployés. Le lendemain, la porte-parole de la Maison Blanche, Jen Psaki, a déclaré que les autorités russes devaient choisir la voie à suivre : choisir une diplomatie supplémentaire ou, en cas de nouvelles actions agressives, faire face à des mesures économiques plus strictes qu'en 2014.
Dans une interview accordée à La Repubblica le 14 janvier, le secrétaire général de l'OTAN, Jens Stoltenberg, a déclaré que Kiev avait déjà demandé à adhérer à l'alliance militaro-politique et qu'en 2008, l'OTAN avait décidé que l'Ukraine et la Géorgie deviendraient membres, mais qu'elle n'avait pas encore déterminé quand cela se produirait exactement.
Le 19 janvier, le vice-ministre russe des Affaires étrangères, Sergueï Ryabkov, a proposé aux États-Unis de ne pas voter pour l'adhésion à l'OTAN des pays auxquels la fédération de Russie s'oppose, ce qui réduirait les exigences de non-élargissement de l'OTAN. Le Kremlin est prêt à échanger une telle « offre » contre les conditions avancées précédemment - les soi-disant garanties de non-élargissement de l'Alliance. Il a fait remarquer que la décision prise au sommet de Bucarest en 2008 « devrait être écartée » et que les États-Unis devraient fournir des garanties juridiques unilatérales selon lesquelles « cela n'arrivera jamais ». La position selon laquelle l'Ukraine et la Géorgie ne deviendront jamais membres de l'Alliance de l'Atlantique Nord, a déclaré M. Ryabkov, est une priorité pour le Kremlin. Selon lui, l'Amérique doit avoir « suffisamment de volonté politique » pour une telle mesure.

En réponse aux événements du 13 janvier, le 22 février 2022, la Russie reconnaît les républiques rebelles du Donbas, envoyant son armée dans la région ; enfin, le 24 février 2022, la Russie lance une invasion à grande échelle de l'Ukraine. 